# BBC Alba
A BBC Alba a BBC skót (kelta) nyelvű regionális adója. A csatorna a BBC és a MG Alba tulajdonában áll. Ez a BBC első olyan csatornája, amit csak Skóciában is lehet fogni.

## Története
2007-ben a BBC Trust úgy döntött, hogy indítani fog egy skóciai adót. 2008. január 28-án zöld utat adott a BBC Trust a kelta csatornának. A csatorna műholdon 2008. szeptember 19-én, 21 órakor kezdte meg a sugárzását. A csatorna elő-indulása a BBC Two-n volt este 9 és fél 11 óra közt volt.
A csatorna gyakran gyerekműsorokkal kezdi. A gyerekműsorokat, néhol a tévétársaság filmarchivomából merítik, néhol a vetélytárs tévéktől, vagy külföldi tévécsatornáktól szerzik be.
A csatornát heti átlagban az első két hónapban 650 ezren nézték. Jelenleg a 16 éven felüliek körében 530 ezren nézik. Az BBC iPlayeren 29 ezren, évente pedig 1,5 millióan nézik.